# Шуваловский проспект
Шува́ловский проспект — проспект в Приморском районе Санкт-Петербурга. Один из самых длинных в городе.

## История
4 апреля 1988 года новую магистраль в Приморском районе назвали Шуваловским проспектом по историческому району Шувалово, бывшему владению графов Шуваловых, и в котором, согласно проекту, должен был начинаться проспект.
Согласно плану, проспект должен был начинаться у Финляндской железнодорожной линии.
Шуваловский проспект возник в 1992 году, но до Шувалово не дошёл.
В течение 1990-х годов возникло три несвязанных участка проспекта:
- от южного берега Орловского карьера, восточнее улицы Маршала Новикова, до Парашютной улицы;
- от Комендантского проспекта до Планерной улицы;
- от Камышовой улицы до Богатырского проспекта, включавшийся в то время в состав первой. В конце 2008 — начале 2009 года данный участок был продлён до Мебельной улицы.

14 сентября 2021 года была открыта развязка ЗСД со вторым участком Шуваловского проспекта.
31 августа 2023 года был открыт участок Шуваловского проспекта между развязкой с ЗСД и Камышовой улицей, связваший воедино второй и третий участки.

## Перспективы
Проспект в будущем должен стать важной транзитной магистралью, для чего в перспективе будет сделано следующее:
- строительство проспекта на участке от Комендантского проспекта до Парашютной улицы, запланировано на 2019 год[5];
- строительство продолжения проспекта параллельно Приморскому шоссе и Сестрорецкой железнодорожной линии от Мебельной улицы до Новой улицы посёлка Лахта, по состоянию на 2018 год — начато строительство;
- реконструкция и строительство участка от Ново-Никитинской улицы в сторону Шувалово[6] с последующим переходом в Орлово-Денисовский проспект.

## Улицы
Шуваловский проспект граничит или пересекается со следующими улицами:
| 1. Ново-Никитинская улица 2. Парашютная улица 3. Комендантский проспект 4. проспект Авиаконструкторов | 1. Планерная улица 2. Камышовая улица 3. Богатырский проспект | 1. улица Оптиков 2. Лыжный переулок 3. Мебельная улица |

## Транспорт
Метро:
- «Озерки»
- «Комендантский проспект»
- «Старая Деревня»
- «Шуваловский проспект» — проектируемая

Автобусы:
- На участке от Комендантского проспекта до Планерной улицы: № 85, 171, 202, 223
- На участке от Богатырского проспекта до Мебельной улицы: № 125, 126, 154А, 172, 180, 184, 294

Трамваи (на проспекте Авиаконструкторов): № 18, 47, 55
Троллейбусы:
- На Комендантском проспекте: № 2, 50
- На участке от Богатырского проспекта до Мебельной улицы: № 23